# Bělá pod Pradědem
Bělá pod Pradědem (in polacco Biała pod Pradziadem, in tedesco Waldenburg) è un comune della Repubblica Ceca facente parte del distretto di Jeseník, nella regione di Olomouc.